# U3 (Berlins tunnelbana)
| Urban head station |

| Unknown BSicon "uABZg+l" |

| Urban stop on track |

| Urban station on track |

| Urban station on track |

| Urban stop on track |

| Urban stop on track |

| Urban station on track |

| Urban station on track |

| Unknown BSicon "utSTRa" |

| Urban tunnel stop on track |

| Unknown BSicon "utABZg+l" |

| Urban tunnel station on track |

| Unknown BSicon "utABZg+l" |

| Urban tunnel station on track |

| Unknown BSicon "utABZgr" |

| Urban tunnel stop on track |

| Urban tunnel station on track |

| Urban tunnel stop on track |

| Urban tunnel station on track |

| Urban tunnel stop on track |

| Urban tunnel stop on track |

| Urban tunnel station on track |

| Unknown BSicon "utSTRe" |

| Urban stop on track |

| Urban stop on track |

| Urban stop on track |

| Unknown BSicon "ueABZgl" |

| Urban stop on track |

| Urban stop on track |

| Unknown BSicon "uABZg+l" |

| Urban station on track |

| Unknown BSicon "utSTRa" |

| Urban tunnel track end end |

| Urban head station |

| Unknown BSicon "uABZg+l" |

| Urban stop on track |

| Urban station on track |

| Urban station on track |

| Urban stop on track |

| Urban stop on track |

| Urban station on track |

| Urban station on track |

| Unknown BSicon "utSTRa" |

| Urban tunnel stop on track |

| Unknown BSicon "utABZg+l" |

| Urban tunnel station on track |

| Unknown BSicon "utABZg+l" |

| Urban tunnel station on track |

| Unknown BSicon "utABZgr" |

| Urban tunnel stop on track |

| Urban tunnel station on track |

| Urban tunnel stop on track |

| Urban tunnel station on track |

| Urban tunnel stop on track |

| Urban tunnel stop on track |

| Urban tunnel station on track |

| Unknown BSicon "utSTRe" |

| Urban stop on track |

| Urban stop on track |

| Urban stop on track |

| Unknown BSicon "ueABZgl" |

| Urban stop on track |

| Urban stop on track |

| Unknown BSicon "uABZg+l" |

| Urban station on track |

| Unknown BSicon "utSTRa" |

| Urban tunnel track end end |

Linje U3 i Berlins tunnelbana har 24 stationer och är 19,7 kilometer lång. Den förbinder Zehlendorf och Dahlem över Berlins västliga centrum vid Wittenbergplatz med Warschauer Strasse i Berlins östliga centrum. Den har bland annat betydelse genom sina stationer Dahlem-Dorf och Freie Universität (Thielplatz) för studenter på Freie Universität Berlin.
På linje U3 återfinns klassiska tunnelbanestationer som Oskar-Helene-Heim, Krumme Lanke och Onkel Toms Hütte.

## Historia
Hochbahngesellschaft föreslog 1907 en dragning av en tunnelbanelinje för staden Wilmersdorf. Den planerade sträckningen var Nürnberger Platz - Rastatter Platz (senare Breitenbachplatz). Wilmersdorf tackade ja till erbjudandet där även Dahlem söder om Wilmersdorf såg möjligheter till förbättrade kommunikationer. Därmed skapades sträckan Wilmersdorf-Dahlemer-Untergrundbahn som dock stötte på problem då sträckan skulle gå genom Charlottenburg som såg Wilmersdorf som en konkurrent om invånare. Långdragna förhandlingar tog vid och 1910 kom man överens om ett förslag där man drog vidare sträckningen under Kurfürstendamm till Uhlandstrasse. Byggarbetena började sommaren 1910.
Man började bygga nya stationer eller byggde om redan existerande stationer. Flera av stationerna skapades av Alfred Grenander. Stationerna i det förmögna Wilmersdorf kom att byggas med prakt: Hohenzollernplatz, Fehrbelliner Platz, Heidelberger Platz, Rüdesheimer Platz och Breitenbachplatz. Heidelberger Platz byggdes djupt som en följd av Berliner Ringbahn. I Dahlem lämnar tunnelbanan tunneldelen av sträckningen. 1913 öppnades sträckan för trafik. Det kom att bli den sista sträckan i Berlins tunnelbana som öppnades innan första världskriget och det tog 10 år innan nästa nya sträckning stod klar. 
Sträckan kom att förlängas under 1920-talet ut mot Krumme Lanke. Denna nya sträckning invigdes 22 december 1929 och gick genom det nya bostadsområdet kring Onkel Toms Hütte. Idag planeras en ytterligare förlängning mot Mexikoplatz för att därmed anknyta U3 till S-Bahns Wannseebahn. 1959 följde öppnandet av stationen Spichernstrasse och 1961 Augsburger Strasse. Stationen Spichernstrasse innebar en övergång till linje U9. Dessa stationer följer arvet efter Grenander och ritades av Bruno Grimmek.

### Linjebeteckningar
Sträckan till Krumme Lanke har flera gånger bytt linjebeteckning. Linje A var den första linjen som var röd och gick norrut mot Pankow. Från 1957 kördes här två linjer: den fortsatt röda AII till Pankow och den gröna B11 till Warschauer Brücke. Följden av uppförandet av Berlinmuren 1961 ledde till en komplett omgörning av småprofillinjenätet (Kleinprofilnetz) 1966. Sträckan till Dahlem fick linjenummer 2 och linje 3 Uhlandstrasse - Wittenbergplatz. 1993 ändrades sig detta återigen: linjenumret blev U1 och U3 försvann och istället hette den U15. 2004 återkom U3 som idag trafikerar linjen. Sedan 2005 har linjen också körts på natten. Sedan 7 maj 2018 har U3 gått via den upphöjda järnvägen genom Kreuzberg till Warschauer Strasse station. 

### Planerade utbyggnader
Enligt BVG:s plan Expressmetropole Berlin från 2023, planeras U3 förlängas norrut till Alexanderplatz och Falkenberg samt söderut till Düppel Kleinmachnow.

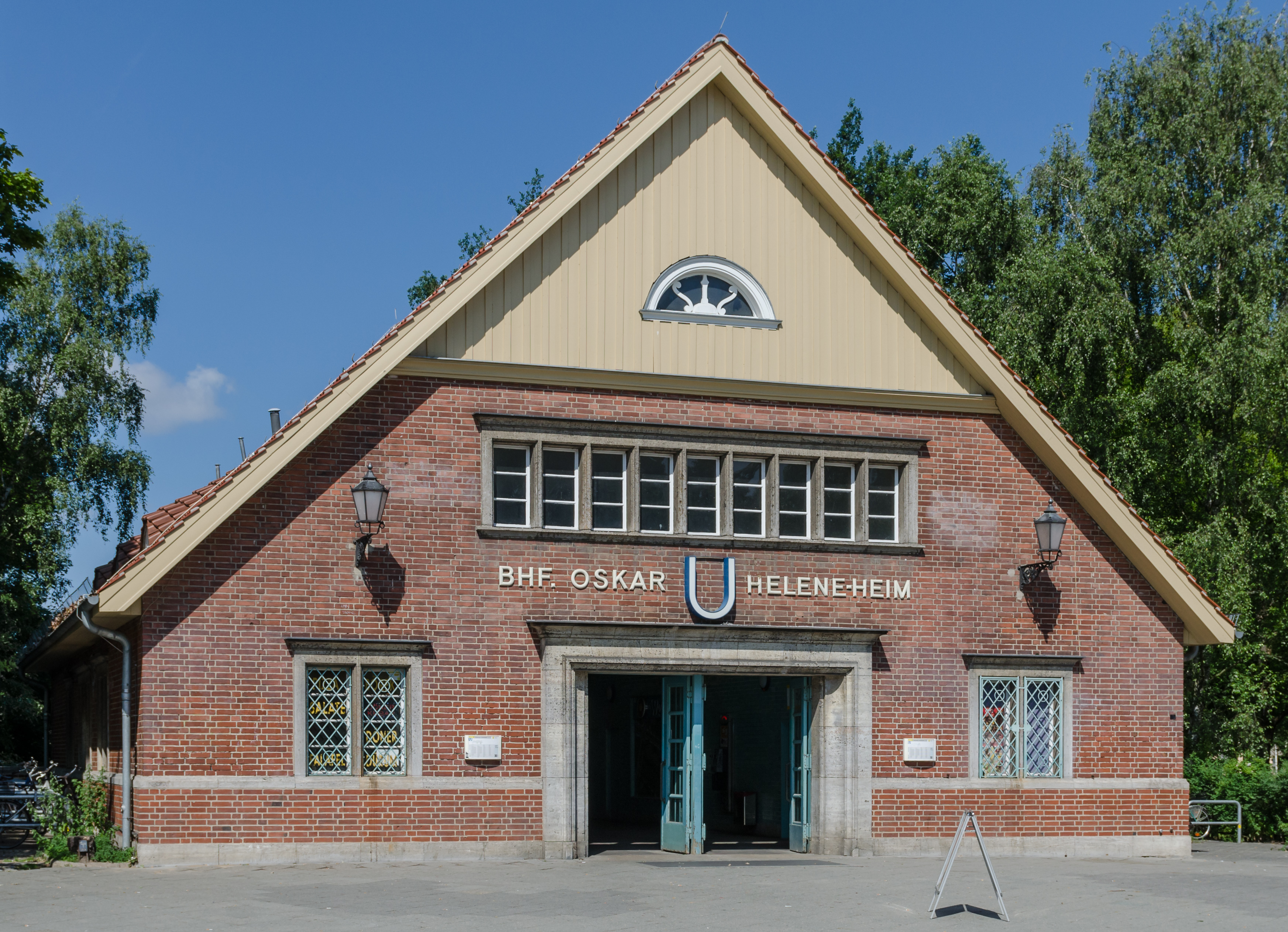
Oskar-Helene-Heims originella stationsbyggnad på linje U3.
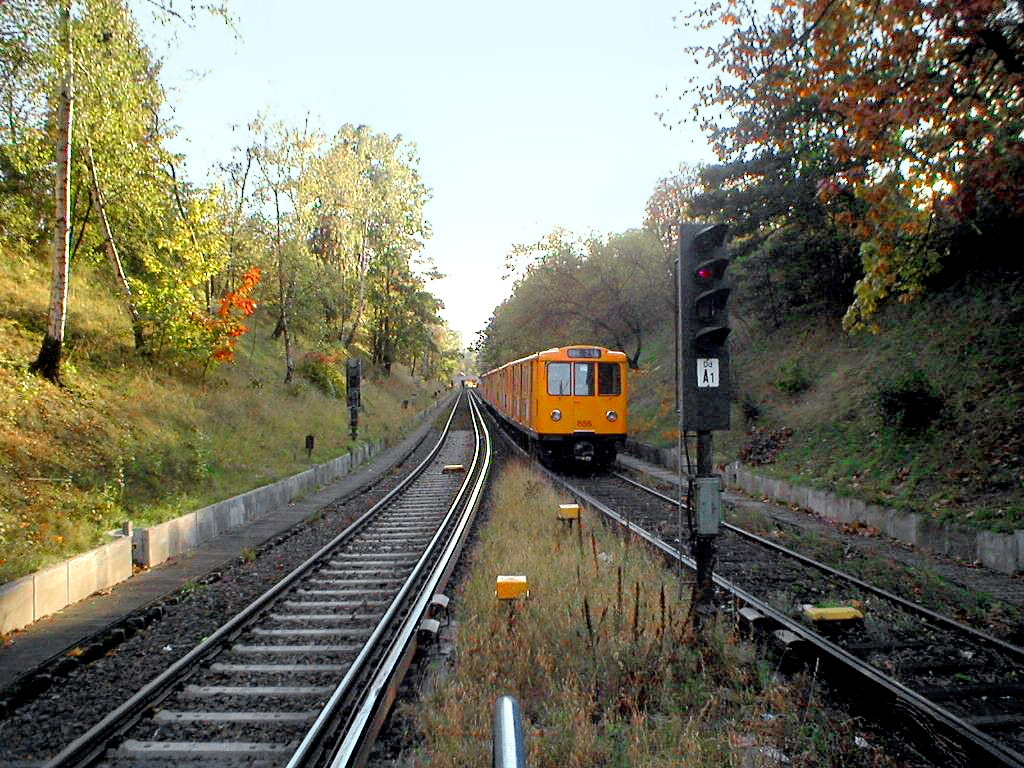
U3 går till stora delar i en nedsänkning (Einschnittbahn).
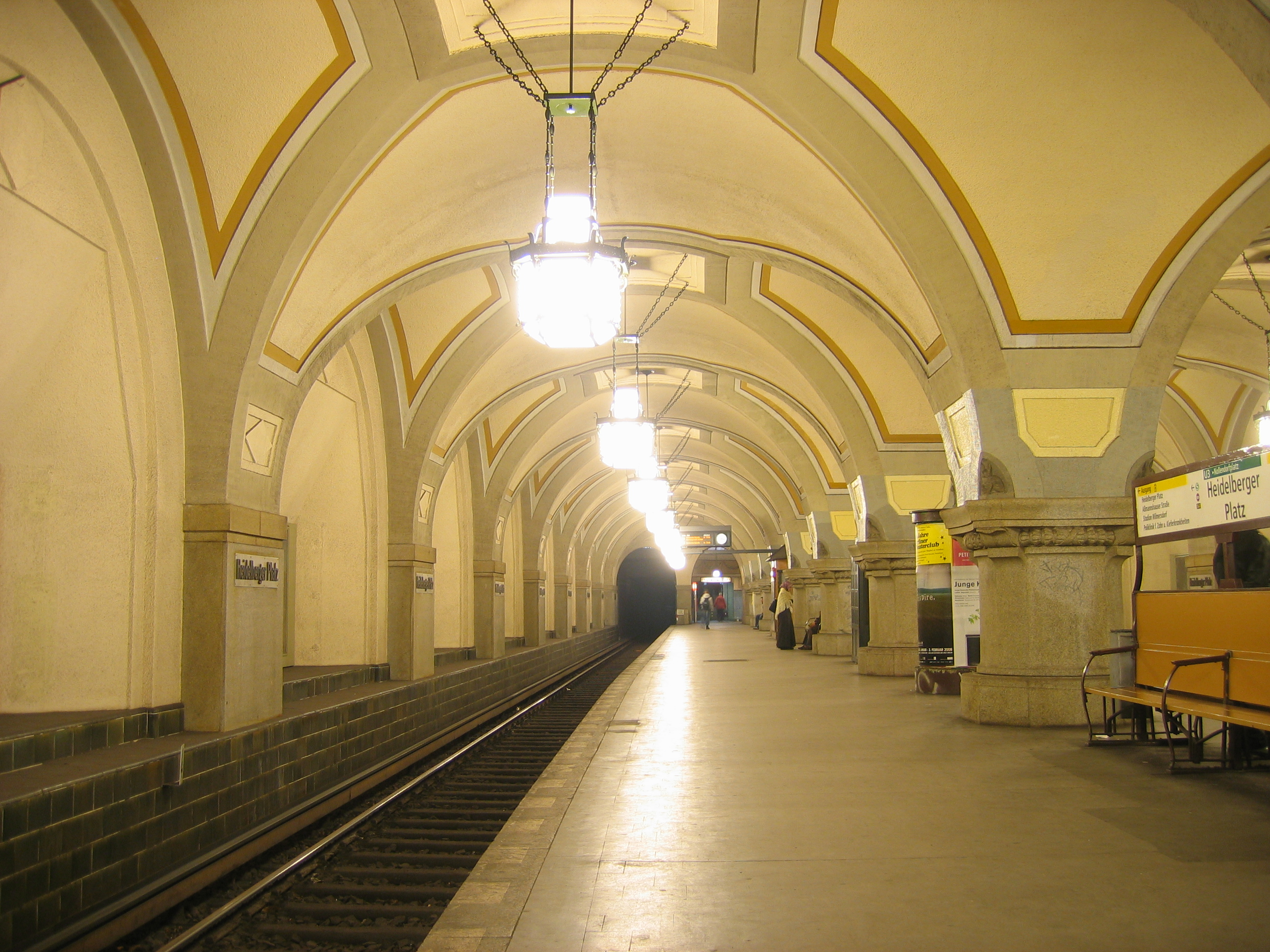
Heidelberger Platz
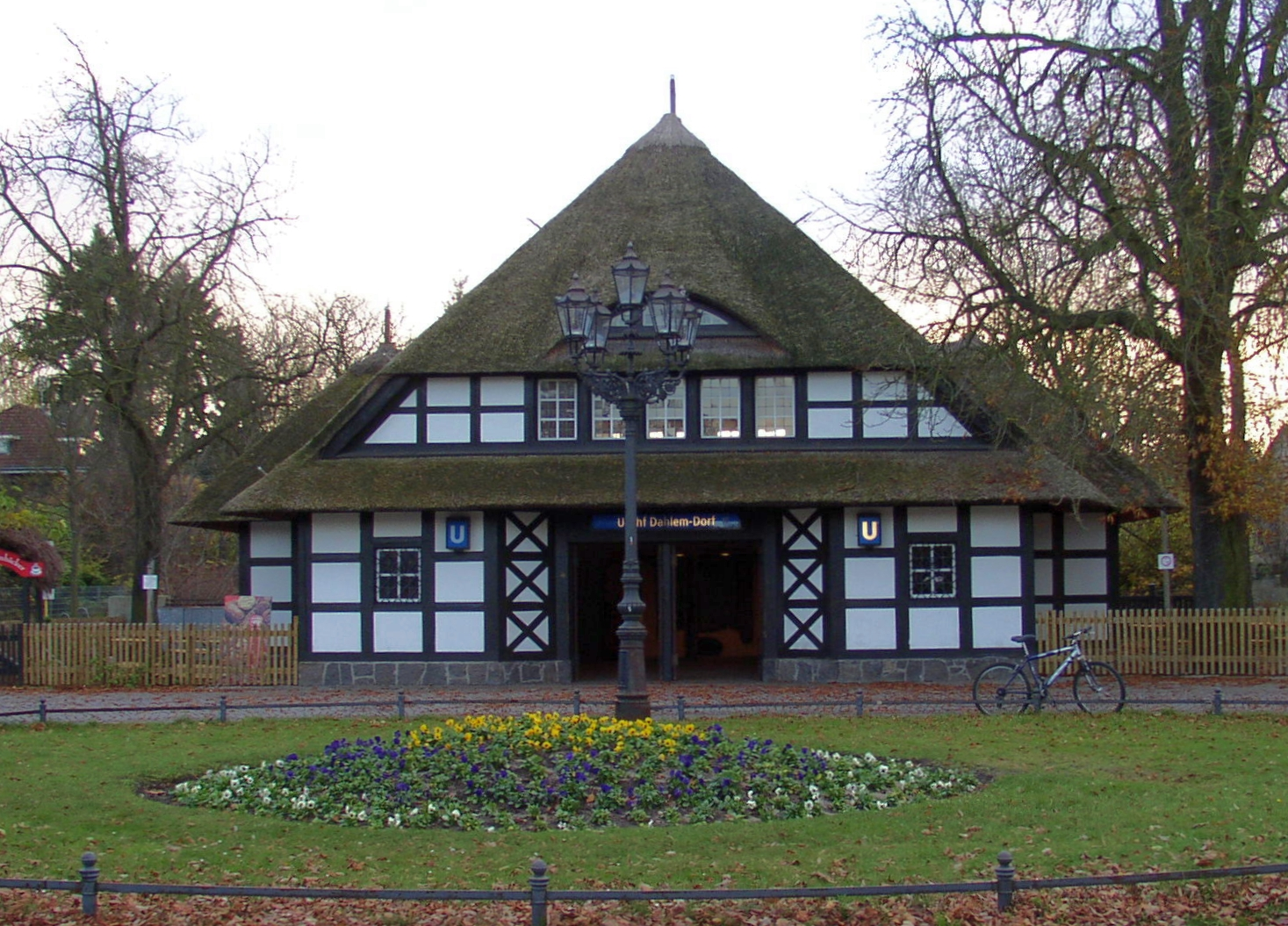
Dahlem-Dorf, entrén
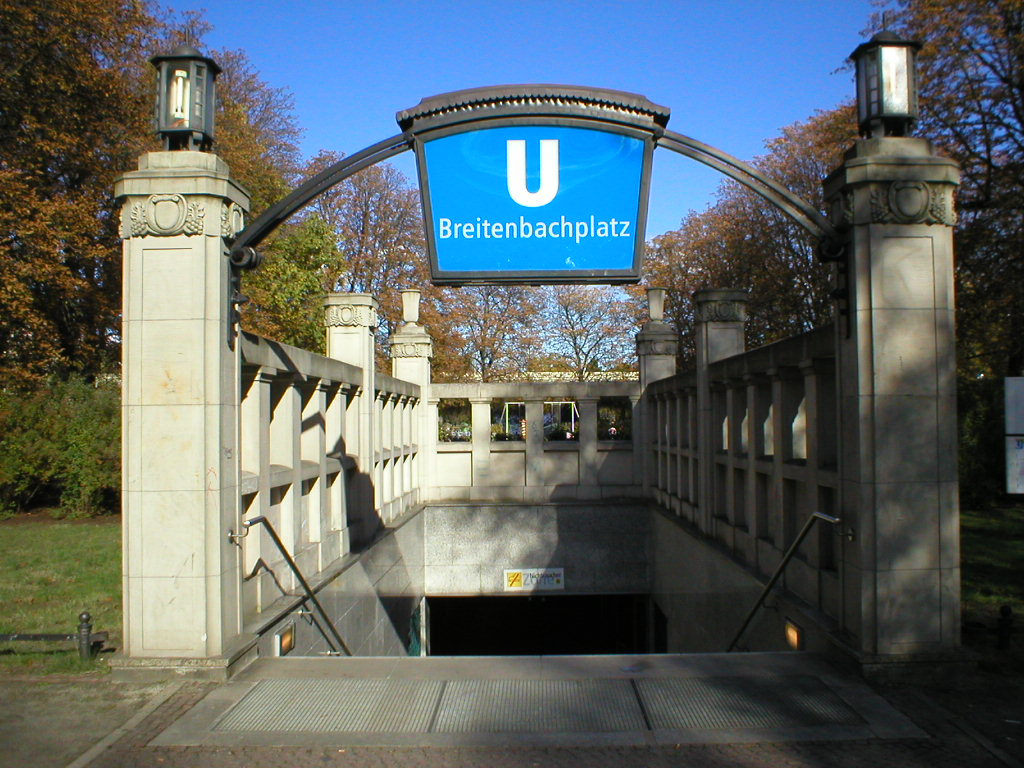
Breitenbachplatz
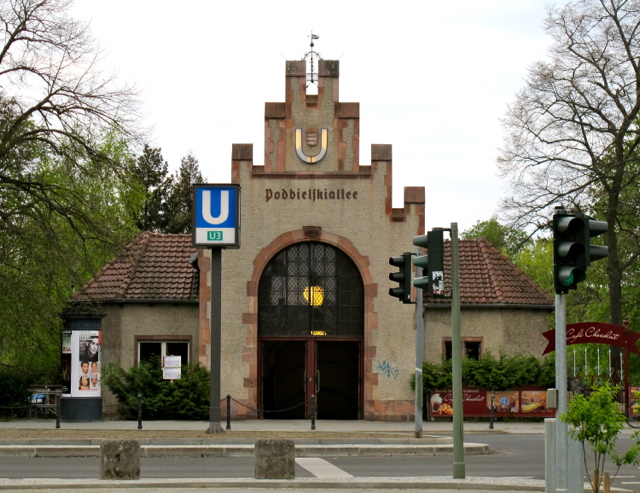
Podbielskiallee, entrén
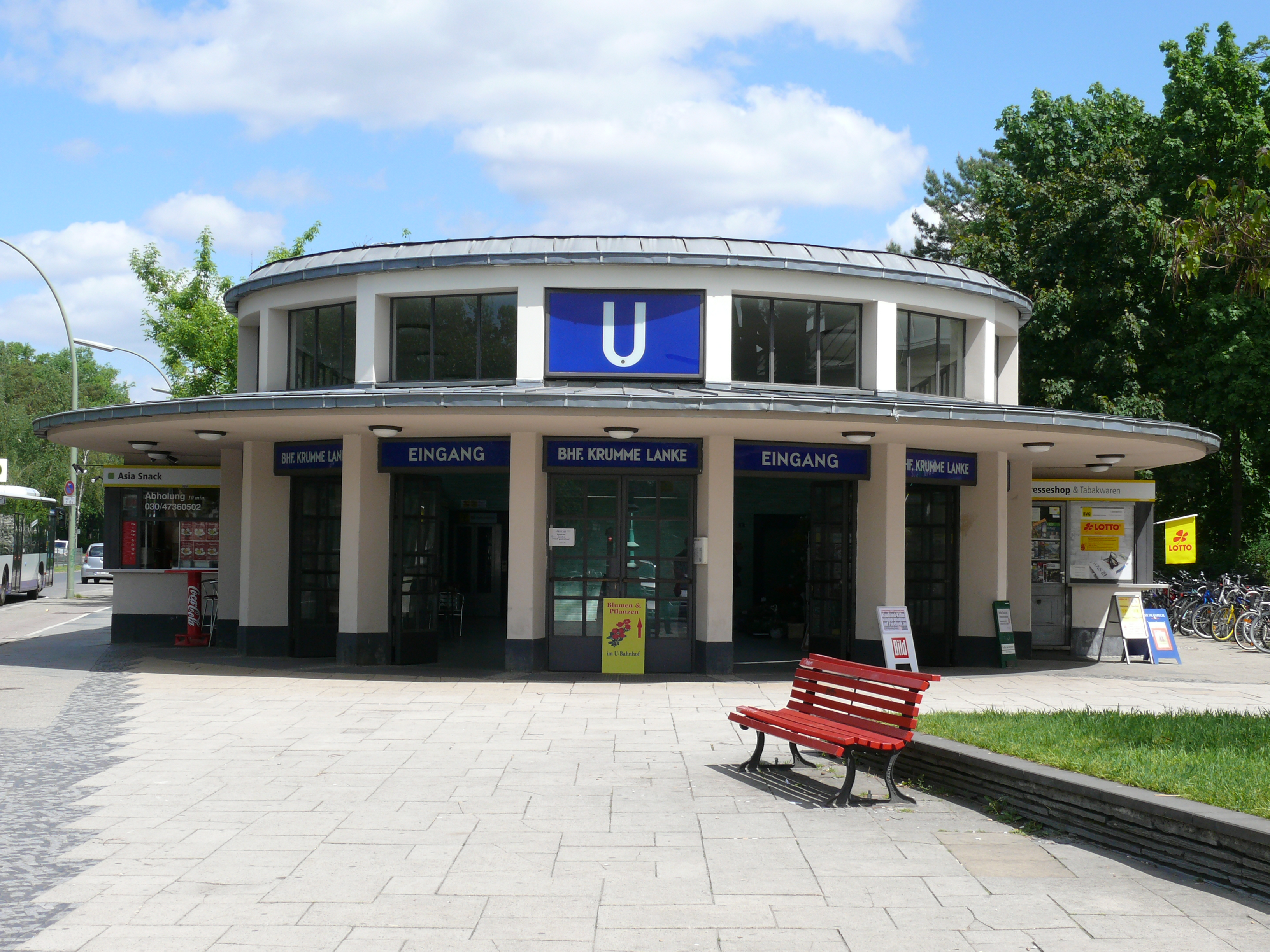
Krumme Lanke, entrén
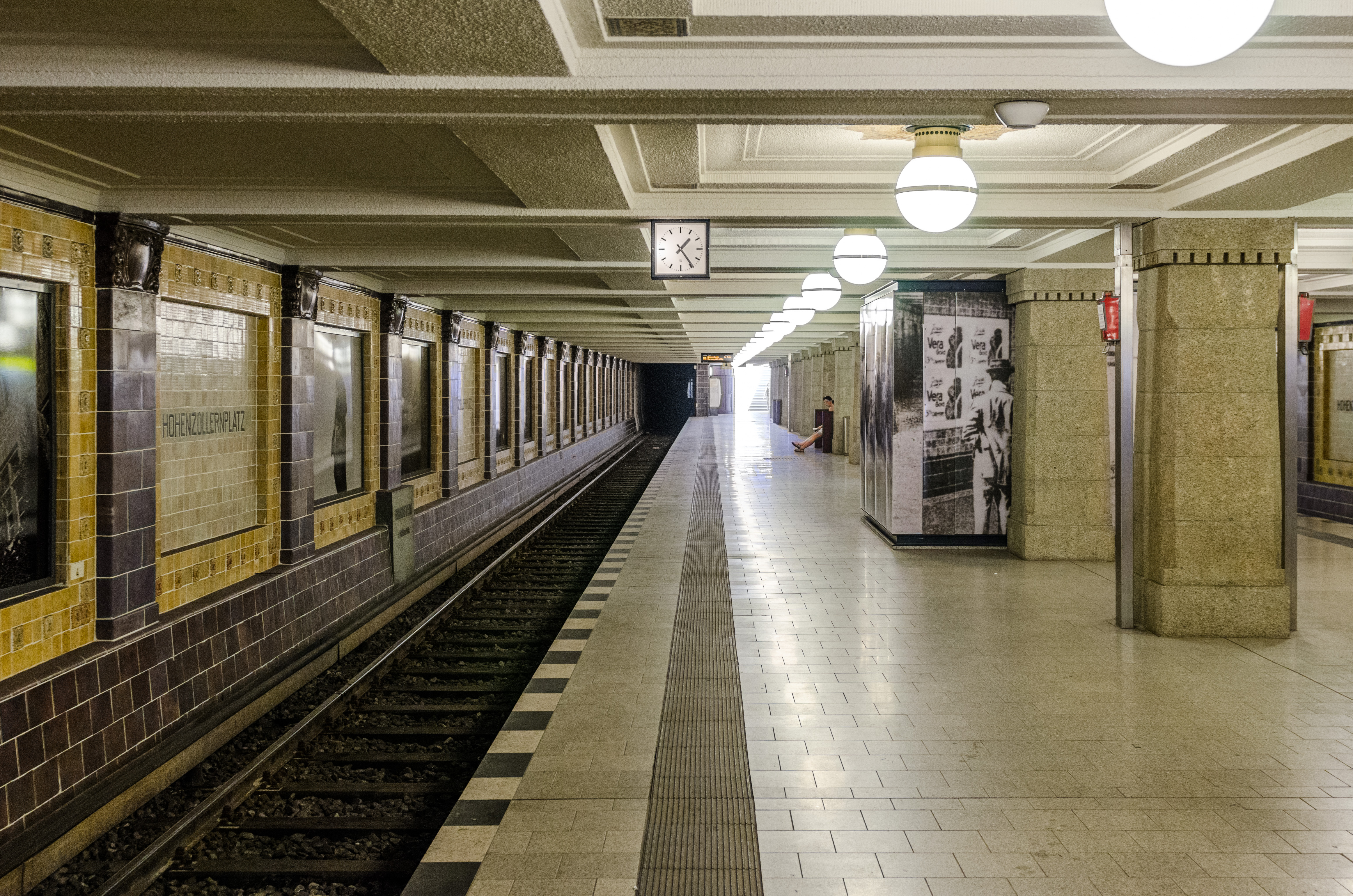
Hohenzollernplatz